# Agostino Casaroli

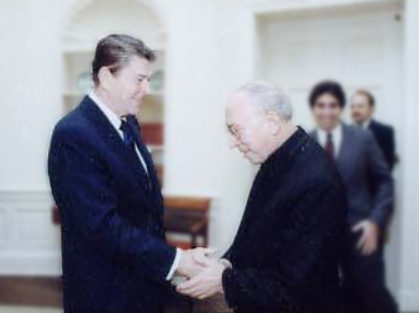
Il cardinale Casaroli con il presidente degli Stati Uniti Ronald Reagan nel 1981

Agostino Casaroli (Castel San Giovanni, 24 novembre 1914 – Roma, 9 giugno 1998) è stato un cardinale e arcivescovo cattolico italiano, cardinale segretario di Stato dal 1979 al 1990.

## Biografia
Proveniente da una famiglia di modeste condizioni economiche.
Il padre, Emilio, era sarto e la madre, Giuditta Pallaroni, casalinga. Le condizioni economiche della famiglia peggiorarono negli anni della seconda guerra mondiale, quando il figlio primogenito, Luigi, restò disperso sul fronte russo, lasciando la giovane moglie con una bambina in tenera età. Due fratelli della madre erano sacerdoti: Teodoro, fu vescovo di Sarsina dal 1931 al 1944 e Agostino, fu per molti anni rettore del seminario diocesano di Piacenza. Entrambi influirono sulla precoce vocazione di Casaroli al sacerdozio.
il 23 maggio 1937 fu ordinato sacerdote dopo aver studiato presso il seminario vescovile di Bedonia e al Collegio Alberoni di Piacenza. Nello stesso anno entrò nella Pontificia accademia ecclesiastica di Roma per seguire i corsi preparatori alla diplomazia vaticana.
Il 16 luglio 1967 fu ordinato arcivescovo titolare di Cartagine da papa Paolo VI, co-consacranti Augusto Gianfranceschi, vescovo di Cesena, e Jacques-Paul Martin, officiale della Curia romana e arcivescovo titolare di Neapoli di Palestina, mentre nel concistoro del 30 giugno 1979 fu creato cardinale da papa Giovanni Paolo II.
Già in questa fase diventò il protagonista della cosiddetta Ostpolitik della Chiesa, ossia la politica di cauta apertura verso i Paesi comunisti dell'Europa orientale.
Significativa in quest'ottica di collaborazione internazionale al di là degli steccati ideologici fu pure la sua partecipazione nel 1975 alla fase conclusiva della Conferenza europea per la sicurezza e la cooperazione in Europa di Helsinki. Negli anni settanta-ottanta si formarono alla sua scuola diplomatica i futuri cardinali Becciu e Parolin.
Ricoprì la carica di cardinale segretario di Stato dal 1979 al 1990 e, nel corso di tale mandato, mise a punto e siglò con l'allora Presidente del Consiglio italiano Bettino Craxi l'accordo di revisione del Concordato tra lo Stato italiano e la Santa Sede, il 18 febbraio 1984.
Il 1º dicembre 1990 papa Giovanni Paolo II, ai sensi delle norme canoniche, accettò le sue dimissioni dalla carica di segretario di Stato. Senza più impegni diplomatici, proseguì l'esercizio del proprio ministero sacerdotale tra i giovani detenuti del carcere minorile di Casal del Marmo di Roma. Il 5 giugno 1993 fu eletto sottodecano del Collegio Cardinalizio.
Morì il 9 giugno 1998, all'età di 83 anni, nella clinica "Colombus" a Roma, dove era ricoverato per un'infezione sopravvenuta dopo un intervento chirurgico. Il successivo 12 giugno, nella basilica di San Pietro, si svolsero i suoi funerali presieduti da papa Giovanni Paolo II. Fu sepolto nella basilica dei Santi XII Apostoli.

## Aspetti controversi
Casaroli è stato accusato da Ali Ağca, durante il talk show "Stanza cosmica", trasmesso dalla tv statale turca, di essere stato il mandante dell'attentato a Giovanni Paolo II.
Un altro presunto aspetto controverso di Casaroli verrà portato alla luce da Maurizio Abbatino, pentito della Banda della Magliana, che racconterà:
La figura di Casaroli è stata associata anche in relazione alla sparizione di Emanuela Orlandi, quando venne pubblicato l'audio di una telefonata anonima (nel nastro si possono sentire solo tre minuti della durata totale della telefonata), risalente a solo poche ore dopo la sparizione, e fatta recapitare a una trasmissione televisiva nel 2013; in questa telefonata un misterioso personaggio chiede di parlare proprio con Casaroli e pronuncia il codice "158", il numero della linea riservata che Casaroli aveva istituito per mettersi in contatto con chiunque avesse notizie della ragazza.

## Genealogia episcopale e successione apostolica
La genealogia episcopale è:
- Cardinale Scipione Rebiba
- Cardinale Giulio Antonio Santori
- Cardinale Girolamo Bernerio, O.P.
- Arcivescovo Galeazzo Sanvitale
- Cardinale Ludovico Ludovisi
- Cardinale Luigi Caetani
- Cardinale Ulderico Carpegna
- Cardinale Paluzzo Paluzzi Altieri degli Albertoni
- Papa Benedetto XIII
- Papa Benedetto XIV
- Papa Clemente XIII
- Cardinale Marcantonio Colonna
- Cardinale Giacinto Sigismondo Gerdil, B.
- Cardinale Giulio Maria della Somaglia
- Cardinale Carlo Odescalchi, S.I.
- Cardinale Costantino Patrizi Naro
- Cardinale Lucido Maria Parocchi
- Papa Pio X
- Papa Benedetto XV
- Papa Pio XII
- Cardinale Eugène Tisserant
- Papa Paolo VI
- Cardinale Agostino Casaroli

La successione apostolica è:
- Vescovo Valerians Zondaks (1972)
- Vescovo Jan Pasztor (1973)
- Vescovo Jozef Feranec (1973)
- Vescovo Julius Gábriš (1973)
- Vescovo Josef Vrana (1973)
- Arcivescovo Johannes Dyba (1979)
- Cardinale Renato Raffaele Martino (1980)
- Arcivescovo Francesco De Nittis (1981)
- Arcivescovo Gian Vincenzo Moreni (1982)
- Arcivescovo Bernard Henri René Jacqueline (1982)
- Cardinale Ivan Dias (1982)
- Cardinale Fortunato Baldelli (1983)
- Arcivescovo Clemente Faccani (1983)
- Arcivescovo Giovanni Battista Morandini (1983)
- Arcivescovo Ambrose Battista De Paoli (1983)
- Arcivescovo Pier Giacomo De Nicolò (1984)
- Arcivescovo Ioan Robu (1984)
- Cardinale Manuel Monteiro de Castro (1985)
- Cardinale Santos Abril y Castelló (1985)
- Arcivescovo Patrick Coveney (1985)
- Cardinale Antonio Maria Vegliò (1985)
- Arcivescovo Eugenio Sbarbaro (1985)
- Arcivescovo Antonio Mattiazzo (1985)
- Arcivescovo Francesco Canalini (1985)
- Arcivescovo Alberto Tricarico (1987)
- Cardinale Giuseppe Bertello (1987)
- Cardinale José Saraiva Martins, C.M.F. (1988)
- Arcivescovo François Robert Bacqué (1988)
- Arcivescovo Faustino Sainz Muñoz (1988)
- Arcivescovo Piero Biggio (1989)
- Vescovo Divo Zadi (1989)
- Arcivescovo Luigi Bressan (1989)
- Arcivescovo Giuseppe Leanza (1990)
- Arcivescovo John Bukovsky, S.V.D. (1990)
- Arcivescovo Félix del Blanco Prieto (1991)
- Arcivescovo Antonio Buoncristiani (1994)

## Opere
- La Santa Sede fra tensioni e distensione, Elledici, 1978, ISBN 978-88-01-15731-4.
- Nella Chiesa per il mondo. Omelie e discorsi, Collana Dimensione religiosa, Milano, Rusconi, 1987, ISBN 978-88-18-30016-1.
- Il martirio della pazienza. La Santa Sede e i paesi comunisti (1963-1989), Introduzione di Achille Silvestrini, Collana Gli struzzi n.520, Torino, Einaudi, 2000, ISBN 978-88-06-15542-1.
- Paolo VI uomo del dialogo, Collana Cammini di Chiesa, EDB, 2014, ISBN 978-88-10-51229-6.

## Onorificenze

### Onorificenze italiane
- Nel giugno 1987 venne insignito dell'Antonino d'oro dal capitolo di canonici della basilica di Sant'Antonino di Piacenza.[9]